# Religionen der Spätantike
Die Spätantike gilt als Epoche des Glaubens, der Mysterienkulte und der religiösen Vielfalt. Sowohl monotheistische als auch polytheistische Glaubensrichtungen und Kulte entstanden und fanden in weiten Teilen des Römischen Reiches Verbreitung. Eine Vielzahl der Kulte bestand schon in den früheren Epochen der Antike oder war zumindest in dieser Epoche verwurzelt. Zu Beginn der Spätantike setzte sich das Christentum, das zuvor lange Zeit religiösen Verfolgungen ausgesetzt gewesen war, gegenüber anderen Glaubensrichtungen und Kulten durch und verdrängte diese schließlich vielerorts. Stark umstritten ist in der Forschung, inwieweit die Spätantike entweder von religiöser Toleranz und der friedlichen Koexistenz unterschiedlicher Religionen oder aber von religiösen Verfolgungen und gewaltsamen Konflikten geprägt war. Als Westrom im 5. Jahrhundert zerfiel (Untergang des Römischen Reiches), formierten sich mehrere christlich geprägte barbarisch-römische „Nachfolgereiche“, während sich das Ostreich im Zuge der islamischen Expansion im 7. Jahrhundert zum nahezu vollständig gräzisierten Byzantinische Reich wandelte.
Um den dynamischen religiösen Transformationsprozess, aus dem das Christentum als dominante Religion im europäischen Raum hervorging und an dessen Ende das weströmische Reich unterging, besser zu verstehen, ist es notwendig, die Vielfalt der religiösen Praktiken in seiner Ganzheit zu erfassen. Das Ziel dieses Artikels ist es, einen Überblick über die Neuentwicklung der vorherrschenden Religionen und Kulte der Spätantike im Römischen Reich zu geben. Wie es der Historiker Ingemar König vorgeschlagen hat, umfasst die Spätantike in diesem Artikel den Zeitraum von der ersten Tetrarchie unter Diokletian (284/293) bis zum Ende der Eroberung Italiens durch die Langobarden im 6. Jahrhundert.

## Monotheistische Religionen

### Das Christentum
Nach der letzten großen Christenverfolgung unter Diokletian konnte das Christentum ab dem Toleranzedikt von Nikomedia im Frühjahr 311 frei ausgelebt werden. Mit der Herrschaft von Konstantin dem Großen und der sogenannten „konstantinischen Wende“ wurde diese Entwicklung bestätigt. Konstantin unterstützte die christliche Kirche mit Spenden, finanzierte Kirchenbauten, die das römische Stadtbild wesentlich prägten, und verbot christliche und nichtchristliche Sekten, mit dem Ziel, die Kirche zu vereinheitlichen. Gegen Ende des 4. Jahrhunderts wurden dann durch Kaiser Theodosius I. Gesetze erlassen, die den christlichen Glauben vorschrieben und die von Historikern als Erhebung des Christentums zur Staatsreligion gedeutet werden.
Das Christentum fand großen Anklang bei den Bewohnern des römischen Reiches, da es eine Antwort auf die bis dahin unbeantwortete Frage nach dem Leben nach dem Tod gab. Das Christentum verbreitete sich dementsprechend auch schnell inner- und außerhalb des Reiches. Beschleunigt wurde diese Entwicklung zusätzlich durch Kontakte und Austausch verschiedener Völker im römischen Heer und durch die missionarische Tätigkeit von Mönchen. Lange Zeit beeinflusste der Aufstieg des Christentums den Alltag der Römer nicht bedeutend. Es wurden weiterhin konfessionsübergreifende Ehen geschlossen und heidnische Riten durchgeführt. Erst allmählich machten sich die Veränderungen bemerkbar, zum Beispiel durch die Anwesenheitspflicht von Priestern bei Hochzeiten.
Nach der damaligen christlichen Vorstellung ebneten Spenden den Weg ins Paradies und ihr Wert wurde im Jenseits vervielfacht. Somit waren auch kleine Spenden wertvoll. Durch Spenden konnte der Spender sich eine bessere Stellung in der Gemeinde erkaufen. Reiche wurden zum Teil sogar neben heiligen Bischöfen bestattet. Es fand somit eine Aristokratisierung der christlichen Gemeinden statt.

„The greatest achievement of these communities, in the period before and after Constantine, had been to maintain the equilibrium of differing social constituencies within a single body. All were treated as potential givers. All were kept together by taking part in a communal religious venture, where each gift was toched with the thrill of a joining of heaven and earth.“

Eine Hierarchisierung war auch bei der Entwicklung der Struktur der Kirche feststellbar. Es bildeten sich Gemeinden und Bischöfe mit unterschiedlich großen Machtbereichen und Befugnissen aus.
Auch von der allgemeinen Lehrmeinung abweichende christliche Lehrmeinungen wurden von der römischen Reichskirche energisch bekämpft (siehe Nestorianismus, Arianismus, Miaphysitismus), was zu und auch politischen Spannungen im Imperium führte.
Im Verlauf der Spätantike kam es in der katholischen Kirche immer wieder zu Streitigkeiten über die Ausrichtung der Kirche und über Auslegungspraktiken der heiligen Schriften. Der wohl bekannteste Streit wurde im Rahmen des Konzils von Nicäa im Jahr 325 beigelegt. In dem heute als Arianischer Streit bekannten Konflikt ging es um die Frage, ob, wie die Arianer behaupteten, Jesus geschöpflich war oder ob Jesus als göttlich oder gottähnlich angesehen werden muss. Trotz einer Überzahl der arianischen Priester setzten sich aufgrund eines Machtwortes des Kaisers die Gegner des Arianismus durch. Auch mit anderen christlichen Lehrmeinungen, die von derjenigen der Reichskirche abwichen, kam es zu konfliktreichen theologischen Diskussionen, etwa dem Nestorianismus und dem Monophysitismus.
Über die Spätantike entwickelten sich im christlichen Glauben neue Bräuche, Traditionen und Kulte, vor allem in den Städten, die durch Handel und Zuwanderung einen idealen Nährboden für neue Kulte boten. Der bekannteste davon ist vermutlich der Marienkult, der seine Anfänge in der Spätantike hatte.

### Marcionisten
Marcion, der von 139 n. Chr. bis im Juli 144 n. Chr., zur Zeit der Antike, in Rom lebte, scheiterte mit seinen Bemühungen, dort womöglich auf einem Presbyter-Konvent der einzelnen stadtrömischen kirchlichen Hausgemeinden seine Reform durchzusetzen. Die Spaltung der römischen Kirchengemeinden in Anhänger und Gegner sowie die Gründung seiner eigenen kirchlichen Glaubensgemeinschaft folgte, für die Marcioniten das Gründungsdatum ihrer von der Alten Kirche getrennten Organisation. Marcion schuf eine Organisationsstruktur mit bischöflicher Verfassung und sammelte Anhänger um sich, altkirchliche Bischöfe und Priester schlossen sich an. Im Unterschied zu den gnostischen Sekten war die Gemeinschaft der Marcioniten straff organisiert; sie konnte gerade dadurch für die entstehende Alte Kirche zu einer ernst zu nehmenden Konkurrenz werden.
Die Entstehung und Konsolidierung der Alten Kirche verlangsamte dann die weitere Ausbreitung, ebenso die sich entwickelnde anti-marcionitische und altkirchliche Theologie, und bereits in der ersten Hälfte des 3. Jahrhunderts kam es bei den marcionitischen Gemeinden im Westen des Römischen Reiches zum Rückgang. Im 4. Jahrhundert, verstärkt ab etwa der Mitte, kam es auch im Osten des Römischen Reiches zum Rückgang des Marcionismus, in der römischen Provinz Syria wie Armenien prägte dieser aber die nicht-griechischsprachigen Gebieten noch bis in die ersten Jahrzehnte des fünften Jahrhunderts deutlich.

### Das Judentum
Das Judentum entstand zwar mehrere Jahrhunderte vor dem Christentum, wurde aber in seiner Entwicklung durch den Aufstieg des Christentums und das Aufkommen anderer Religionen stark eingeschränkt.
Nach der Zerstörung der Stadt Jerusalem im 1. Jahrhundert n. Chr. und mit ihr auch des zentralen jüdischen Tempels wurden die Juden aus Jerusalem vertrieben. Es bildete sich eine jüdische Diaspora im römischen Reich mit verschiedenen bedeutenden geistlichen Zentren. Zu den wichtigsten gehörten Babylon und Jawne. Es vollzog sich dabei auch ein Wandel des Judentums von einem Tempelkult zu einer Haushalt-bezogenen Religion.
Durch ihre Rolle bei der Auslegung und Interpretation der Thora nahmen Rabbiner bei dieser Neuentwicklung eine wichtige Rolle ein. Um die Einheitlichkeit des jüdischen Glaubens trotz der weiten Verstreuung zu bewahren und der Bildung von Sekten vorzubeugen, versuchte man in der Spätantike, die jüdischen Gesetze und religiösen Traditionen zu sammeln und niederzuschreiben. So entstand der Talmud, eine Sammlung von mündlichen und schriftlichen Traditionen und Auslegungspraktiken, eines der bedeutendsten Schriftwerke des Judentums.
Durch die Erhebung des Christentums zur Staatsreligion und die Einschränkung aller heidnischen Religionen kam es mit der Zeit auch zu verstärkter Diskriminierung der jüdische Gemeinden. Zwar durften Juden weiterhin ihre Religion ausüben, jedoch war es ihnen weder gestattet, Missionierungen vornehmen, noch politische Ämter auszuüben (wobei letzteres angesichts der Unbeliebtheit dieser Tätigkeiten auch ein Privileg darstellte). Genau so wenig war es ihnen gestattet, christliche Sklaven zu halten oder neue Synagogen zu errichten. Durch Kaiser Justinian I. wurde Juden sogar der Erwerb der römischen Staatsbürgerschaft verwehrt.

### Manichäismus
Der Manichäismus ist eine in der Spätantike neu entstandene Offenbarungsreligion. Sie wurde unter dem Perser Mani (216–276 n. Chr.) im östlichen Teil des römischen Reiches gegründet und verbreitete sich vom Mittelmeerraum schnell über den Nahen Osten bis sogar nach China. Dort existierten gewisse manichäistische Gemeinden bis ins 13. Jahrhundert.
Im Zentrum dieser Religion stand ein kosmischer dualistischer Konflikt zwischen Licht und Dunkelheit. Mani unterschied in seinen Lehren drei Epochen: eine vergangene Epoche, in der Licht und Finsternis getrennt waren, eine andauernde Epoche, in der Licht und Finsternis vermischt sind, und eine zukünftige Epoche, in der Licht und Finsternis wieder getrennt sein werden. Mani lehrte, wie schädliche Lichtteilung, die in Materie eingeschlossen wurde, durch religiöse Praktiken befreit werden könne. Mani verstand sich als Nachfolger der Religionsstifter Zarathustra, Buddha, Paulus von Tarsus und Jesus. Auch erkannte er Teile des Gedankenguts dieser Religionen an, weshalb der Manichäismus auch zu den synkretistischen Religionen gezählt wird.
Die Manichäistische Gemeinschaft bestand aus Auserwählten und Hörern. Die Auserwählten mussten ihr Leben dem manichäistischen Ideal entsprechend gestalten, damit möglichst viel Licht freigesetzt wird. Die Aufgabe der Hörer war es, die Auserwählten dabei zu unterstützen. Ihr Leben unterstellten die Manichäisten strenger Askese; Essen, welches mehr ursprüngliche Energie enthielt, wurde bevorzugt gegessen, manche schädlichen Speisen wurden ganz weggelassen.
Auch im römischen Reich fand der Manichäismus Verbreitung. Seit Diokletian wurden die Religionsangehörigen jedoch verfolgt.

## Polytheistische Religionen (Auswahl)
Polytheismus war in der Antike und Spätantike die rituelle und vorherrschende Verehrung einer Vielzahl von Göttern. Die Vorstellungswelt der polytheistischen Götter der Spätantike wird als Mythologie bezeichnet. Dabei ist in den Ritualpraktiken zwischen einem Henotheismus zu differenzieren, bei dem ein höchster Gott verehrt wird, die jedoch die rituelle Verehrung (Opferungen) anderer untergeordneter Götter prinzipiell nicht ausschließen und der Monolatrie, die für die alleinige Verehrung eines einzigen Gottes steht, wobei die Vorstellung anderer Götter nicht geleugnet wird.

### Römische Kulte
Über die gesamte Zeitdauer der Spätantike hatte die klassische polytheistische römische Götterverehrung Bestand. Wie bereits zuvor in geringerem Maße sind auch für die Spätantike starke synkretistische Tendenzen auszumachen; es wurde eine Vielzahl von neuartigen Riten und Kulten eroberter Gebiete und Städte in den religiösen Alltag integriert. Neben dem Besuch und der Befragung der griechischen Orakelstätten und der hellenistisch-römischen Praxis, Herrscher zu Göttern zu erheben und ihnen zu opfern, fanden vor allem weitere hellenistische Kulte in weiten Teilen des römischen Reiches Verbreitung.

### Asklepios-Kult
Nach der Vorstellung der griechischen Mythologie ist Asklepios, Sohn von Apollon und Koronis, Gott der Heilung. Seine Heiligtümer stellten von Spanien bis zum Nahen Osten die medizinische Versorgung sicher.

### Mysterien von Eleusis
Die Mysterien von Eleusis sind Opfer- und Weihriten, die nach der Stadt Eleusis nahe Athen und deren Demeterheiligtum benannt sind. Grundlage des Kultes bildete der antike Mythos rund um Persephone, Hades und Demeter. Die Kultangehörigen feierten jährlich die Rückkehr Persephones aus der Unterwelt und mit ihr auch die Rückkehr des Lebens und des Frühlings auf die Erde.

### Isis und Sarapis
Die ägyptischen Kulte rund um Isis und Serapis wurden bereits seit 500 v. Chr. in den griechischen Glauben integriert. Auch die Römer machten sich diese Riten zu eigen. Isis wurde dabei mit allen möglichen griechisch-römischen Göttinnen verglichen, vor allem aber mit Demeter. Sarapis wurde als Gottheit der Unterwelt verehrt.

### Mithras-Kult
Der Mithraskult war vor allem im römischen Militär äußerst beliebt und stellt wohl einen der bedeutendsten Mysterienkulte jener Zeit dar. Mithrasdenkmäler waren im ganzen Reich verbreitet. Allgemein ist aufgrund der dürftigen Quellenlage nur sehr wenig über den Mithraskult bekannt. Mithras ist eine römische Göttergestalt, welche die Sonne symbolisierte. Insofern war der Mithras-Kult eine stark monolatrische Verehrung. Das Hauptmotiv der Denkmäler stellte jeweils die Tötung eines Stieres dar. Dieser wurde dem Mythos nach von Mithras auf einen Berg getragen und dort für die Erneuerung der Erde geopfert. Wahrscheinlich hatte der Kult persische, auf jeden Fall nahöstliche Wurzeln.

### Magna-Mater-Kult
Ähnlich wie der Mithraskult gehörte der Magna-Mater-Kult auch zu den bedeutendsten Kulten der Spätantike. Auch er fand in weiten Teilen des römischen Reiches Verbreitung und geht vermutlich auf die griechische Göttin Kybele zurück. Die Magna Mater wurde seit einem Orakelspruch des Orakels von Delphi und dem darauffolgenden Sieg im punischen Krieg von den Römern verehrt, unter anderem mit den Ludi Megalensis und dem Märzfest.
Zusätzlich zu diesen Kulten exportierten die Römer erfolgreich Kulte, die sich auf die Stadt Rom bezogen. Zu ihnen gehörten die Verehrung der Stadtgottheit Roma und mehrere Kulte rund um Jupiter.
Auch mit der aufkommenden Christianisierung und der Erhebung des Christentums zur Staatsreligion genossen die heidnischen Kulte immer noch weite Verbreitung und Beliebtheit. Das offizielle Verbot der ursprünglichen Religion unter Theodosius I. änderte nichts an ihrer Ausübung. Erst im Frühmittelalter verschwanden die römischen Kulte allmählich.

## Gnostische Sekten (Auswahl)
Im Zentrum gnostischer Systeme stand der Prozess einer spirituellen Vollendung des Menschen durch die Erkenntnis. In den gnostischen Systemen trat der Bruch zwischen einem (obersten) Gott und der realen Welt zu Tage. Diese reale Welt (Realität) wurde von den Gnostikern diskreditiert und als eine ignorante, demiurgische, widergöttliche Welt angesehen, die umgeben war von Sphären. Die Erlösung erfolgte durch die Herrschaft eines kosmischen Erlösers, der fremd sei in der realen Welt und von außen in das geschlossene System der Welt eindringe. Dieser kosmische, oberste Erlöser war damit eine über alle irdische Realität erhabene „gute Gottheit“. Sie entfaltete sich in vielfachen Abstufungen und Ausströmungen (Emanation). Die sichtbare Welt schuf ein „Demiurg“, der auch den minderwertigen „fleischlichen“ Menschen bildete, indem er das zur göttlichen Oberwelt gehörende Pneuma mit der „bösen Materie“ vermischte. Die Erlösung des Menschen liegt in der Gnosis, das heißt in der Erkenntnis seines kosmischen Geschicks und der Göttlichkeit seines eigenen Selbst.

### Ophiten
Die Ophiten oder Ophianer, von altgriechisch ὄφις óphis, deutsch ‚Schlange‘ oder auch Naassener, von hebräisch נחש naħaš waren eine Richtung der Gnosis, welche der Schlange im Paradies (Gen 3,1 ) göttliche Natur zuschrieben.
Die Gemeinsamkeit der verschiedenen gnostischen Sekten gegenüber der Alten Kirche bestand darin, dass sie im Anschluss an vorderasiatische und ägyptische Vorstellungen einen Schlangenkultus pflegten, wobei sie sich in verschiedener Weise an die alttestamentliche Paradiesschlange anlehnten.

### Sethianer
Die Sethianer wurden zuerst von Hippolyt erwähnt und waren eine Gruppe von Gnostikern, sie stellten den Valentinianismus eine Hauptströmung der nichtchristlichen Gnosis dar. Die Sethianer erlebten ihre weiteste Verbreitung im 2. bis 3. Jahrhundert und bezogen sich auf Seth, den dritten Sohn Adams. Zum mythologischen Personeninventar der Sethianer gehört neben Set, der eine ausführlichere Rolle als im Tanach einnahm, vor allem Noreia, die Frau Noahs, die auch bei Mandäern und Manichäern Bedeutung hatte.

### Enkratiten
Die Enkratiten ist eine Bezeichnung für die Anhänger einer weitverbreiteten und vielgestalteten asketischen Richtung, die viele Gemeinsamkeiten mit gnostischen Sekten aufwiesen und ab dem Ende des 2. Jahrhunderts bis zum Ende des 3. Jahrhunderts, Teil der alten Kirche waren. Durch eine strenge Enthaltsamkeit vor dem Genuss von Fleisch und Wein sowie der sexuelle (Enthaltsamkeit) strebten sie das Ziel der Vergeistigung an. Häufig wurde Wein selbst beim Abendmahl durch Wasser ersetzt (Aquarier oder Hydroparastaten).